# Wahlenbergia victoriensis
Wahlenbergia victoriensis är en klockväxtart som beskrevs av P.J.Sm. Wahlenbergia victoriensis ingår i släktet Wahlenbergia och familjen klockväxter. Inga underarter finns listade i Catalogue of Life.